# Premier League 2011-12
Premier League 2011-12 (også kendt som Barclays Premier League på grund af ligaens hovedsponsor) var den 20. sæson siden oprettelsen af ligaen i 1992. Sæsonen begyndte den 13. august 2011 og afsluttes 13. maj 2012.

## Tabel
| Nr | Hold                 | K  | V  | U  | T  | Mf |   | Mi | +/- | P                                   |
| -- | -------------------- | -- | -- | -- | -- | -- | - | -- | --- | ----------------------------------- |
| 1  | Manchester City      | 38 | 28 | 5  | 5  | 93 | – | 29 | +64 | 89UEFA Champions League gruppespill |
| 2  | Manchester United    | 38 | 28 | 5  | 5  | 89 | – | 33 | +56 | 89UEFA Champions League gruppespill |
| 3  | Arsenal              | 38 | 21 | 7  | 10 | 74 | – | 49 | +25 | 70UEFA Champions League gruppespill |
| 4  | Tottenham Hotspur    | 38 | 20 | 9  | 9  | 66 | – | 41 | +25 | 69                                  |
| 5  | Newcastle United     | 38 | 19 | 8  | 11 | 56 | – | 51 | +5  | 65                                  |
| 6  | Chelsea              | 38 | 18 | 10 | 10 | 65 | – | 46 | +19 | 64UEFA Champions League gruppespill |
| 7  | Everton              | 38 | 15 | 11 | 12 | 50 | – | 40 | +10 | 56                                  |
| 8  | Liverpool            | 38 | 14 | 10 | 14 | 47 | – | 40 | +7  | 52                                  |
| 9  | Fulham               | 38 | 14 | 10 | 14 | 48 | – | 51 | −3  | 52                                  |
| 10 | West Bromwich Albion | 38 | 13 | 8  | 17 | 45 | – | 52 | −7  | 47                                  |
| 11 | Swansea City         | 38 | 12 | 11 | 15 | 44 | – | 51 | −7  | 47                                  |
| 12 | Norwich City         | 38 | 12 | 11 | 15 | 52 | – | 66 | −14 | 47                                  |
| 13 | Sunderland           | 38 | 11 | 12 | 15 | 45 | – | 46 | −1  | 45                                  |
| 14 | Stoke City           | 38 | 11 | 12 | 15 | 36 | – | 53 | −17 | 45                                  |
| 15 | Wigan Athletic       | 38 | 11 | 10 | 17 | 42 | – | 62 | −20 | 43                                  |
| 16 | Aston Villa          | 38 | 7  | 17 | 14 | 37 | – | 53 | −16 | 38                                  |
| 17 | Queens Park Rangers  | 38 | 10 | 7  | 21 | 43 | – | 66 | −23 | 37                                  |
| 18 | Bolton               | 38 | 10 | 6  | 22 | 46 | – | 77 | −31 | 36                                  |
| 19 | Blackburn Rovers     | 38 | 8  | 7  | 23 | 48 | – | 78 | −30 | 31                                  |
| 20 | Wolves               | 38 | 5  | 10 | 23 | 40 | – | 82 | −42 | 25                                  |

 K: Kampe spillet, V: Vundne kampe, U: Uafgjorte kampe, T: Tabte kampe, Mf: Mål for, Mi: Mål imod, +/-: Måldifference, P: Point

 

## Stadion
| Hold                    | Hjemby              | Stadion           | Kapacitet |
| ----------------------- | ------------------- | ----------------- | --------- |
| Arsenal                 | London              | Emirates Stadium  | 60 355    |
| Aston Villa             | Birmingham          | Villa Park        | 42 788    |
| Blackburn Rovers        | Blackburn           | Ewood Park        | 31 367    |
| Bolton Wanderers        | Bolton              | Reebok Stadium    | 28 723    |
| Chelsea                 | London              | Stamford Bridge   | 42 055    |
| Everton                 | Liverpool           | Goodison Park     | 40 157    |
| Fulham                  | London              | Craven Cottage    | 25 700    |
| Liverpool               | Liverpool           | Anfield           | 45 362    |
| Manchester City         | Manchester          | Etihad Stadium    | 47 726    |
| Manchester United       | Manchester          | Old Trafford      | 75 957    |
| Newcastle United        | Newcastle upon Tyne | St James' Park    | 52 387    |
| Norwich City            | Norwich             | Carrow Road       | 26 034    |
| Queens Park Rangers     | London              | Loftus Road       | 18 360    |
| Stoke City              | Stoke-on-Trent      | Britannia Stadium | 28 383    |
| Sunderland              | Sunderland          | Stadium of Light  | 49 000    |
| Swansea                 | Swansea             | Liberty Stadium   | 20 532    |
| Tottenham Hotspur       | London              | White Hart Lane   | 36 240    |
| West Bromwich Albion    | West Bromwich       | The Hawthorns     | 26 500    |
| Wigan Athletic          | Wigan               | DW Stadium        | 25 138    |
| Wolverhampton Wanderers | Wolverhampton       | Molineux          | 29 303    |

## Kampoversigt
Alle tidsangivelser er i lokal tid.

## August
| Dato       | Tid   | Hjemmehold          | Udehold           | Res. |
| ---------- | ----- | ------------------- | ----------------- | ---- |
| 13. august | 15:00 | Blackburn           | Wolverhampton     | 1–2  |
|            | 15:00 | Fulham              | Aston Villa       | 0–0  |
|            | 15:00 | Liverpool           | Sunderland        | 1–1  |
|            | 17:30 | Newcastle           | Arsenal           | 0–0  |
|            | 15:00 | Queens Park Rangers | Bolton            | 0–4  |
|            | 15:00 | Wigan               | Norwich           | 1–1  |
| 14. august | 13:30 | Stoke               | Chelsea           | 0–0  |
|            | 16:00 | West Bromwich       | Manchester United | 1–2  |
| 15. august | 20:00 | Manchester City     | Swansea           | 4–0  |
| 11. januar | 19:45 | Tottenham           | Everton           | 2–0  |

| Dato       | Tid   | Hjemmehold        | Udehold             | Res. |
| ---------- | ----- | ----------------- | ------------------- | ---- |
| 20. august | 12:45 | Arsenal           | Liverpool           | 0–2  |
|            | 15:00 | Aston Villa       | Blackburn           | 3–1  |
|            | 17:30 | Chelsea           | West Bromwich       | 2–1  |
|            | 15:00 | Everton           | Queens Park Rangers | 0–1  |
|            | 12:00 | Sunderland        | Newcastle           | 0–1  |
|            | 15:00 | Swansea           | Wigan               | 0–0  |
| 21. august | 16:00 | Bolton            | Manchester City     | 2–3  |
|            | 13:30 | Norwich           | Stoke               | 1–1  |
|            | 14:00 | Wolverhampton     | Fulham              | 2–0  |
| 22. august | 20:00 | Manchester United | Tottenham           | 3–0  |

| 3. spillerunde \| Dato \| Tid \| Hjemmelag \| Bortelag \| Res. \| \| ---------- \| ----- \| ----------------- \| ------------------- \| ---- \| \| 27. august \| 12:05 \| Aston Villa \| Wolverhampton \| 0–0 \| \| \| 15:00 \| Blackburn \| Everton \| 0–1 \| \| \| 15:00 \| Chelsea \| Norwich \| 3–1 \| \| \| 17:30 \| Liverpool \| Bolton \| 3–1 \| \| \| 15:00 \| Swansea \| Sunderland \| 0–0 \| \| \| 12:30 \| Wigan \| Queens Park Rangers \| 2–0 \| \| 28. august \| 16:00 \| Manchester United \| Arsenal \| 8–2 \| \| \| 13:00 \| Newcastle \| Fulham \| 2–1 \| \| \| 13:30 \| Tottenham \| Manchester City \| 1–5 \| \| \| 15:00 \| West Bromwich \| Stoke \| 0–1 \| |       |                   |                     |      |
| Dato | Tid   | Hjemmelag         | Bortelag            | Res. |
| 27. august | 12:05 | Aston Villa       | Wolverhampton       | 0–0  |
| | 15:00 | Blackburn         | Everton             | 0–1  |
| | 15:00 | Chelsea           | Norwich             | 3–1  |
| | 17:30 | Liverpool         | Bolton              | 3–1  |
| | 15:00 | Swansea           | Sunderland          | 0–0  |
| | 12:30 | Wigan             | Queens Park Rangers | 2–0  |
| 28. august | 16:00 | Manchester United | Arsenal             | 8–2  |
| | 13:00 | Newcastle         | Fulham              | 2–1  |
| | 13:30 | Tottenham         | Manchester City     | 1–5  |
| | 15:00 | West Bromwich     | Stoke               | 0–1  |

## September
| Dato          | Tid   | Hjemmehold          | Udehold           | Res. |
| ------------- | ----- | ------------------- | ----------------- | ---- |
| 10. september | 15:00 | Arsenal             | Swansea           | 1–0  |
|               | 17:30 | Bolton              | Manchester United | 0–5  |
|               | 15:00 | Everton             | Aston Villa       | 2–2  |
|               | 15:00 | Manchester City     | Wigan             | 3–0  |
|               | 15:00 | Stoke               | Liverpool         | 1–0  |
|               | 15:00 | Sunderland          | Chelsea           | 1–2  |
|               | 15:00 | Wolverhampton       | Tottenham         | 0–2  |
| 11. september | 16:00 | Fulham              | Blackburn         | 1–1  |
|               | 13:30 | Norwich             | West Bromwich     | 0–1  |
| 12. september | 20:00 | Queens Park Rangers | Newcastle         | 0–0  |

| Dato          | Tid   | Hjemmehold        | Udehold             | Res. |
| ------------- | ----- | ----------------- | ------------------- | ---- |
| 17. september | 15:00 | Aston Villa       | Newcastle           | 1–1  |
|               | 12:45 | Blackburn         | Arsenal             | 4–3  |
|               | 15:00 | Bolton            | Norwich             | 1–2  |
|               | 15:00 | Everton           | Wigan               | 3–1  |
|               | 15:00 | Swansea           | West Bromwich       | 3–0  |
|               | 15:00 | Wolverhampton     | Queens Park Rangers | 0–3  |
| 18. september | 13:30 | Tottenham         | Liverpool           | 4–0  |
|               | 15:00 | Fulham            | Manchester City     | 2–2  |
|               | 15:00 | Sunderland        | Stoke               | 4–0  |
|               | 16:00 | Manchester United | Chelsea             | 3–1  |

| 6. Spillerunde \| Dato \| Tid \| Hjemmehold \| Udehold \| Res. \| \| ------------- \| ----- \| ------------------- \| ----------------- \| ---- \| \| 24. september \| 15:00 \| Arsenal \| Bolton \| 3–0 \| \| \| 15:00 \| Chelsea \| Swansea \| 4–1 \| \| \| 15:00 \| Liverpool \| Wolverhampton \| 2–1 \| \| \| 12:45 \| Manchester City \| Everton \| 2–0 \| \| \| 15:00 \| Newcastle \| Blackburn \| 3–1 \| \| \| 17:30 \| Stoke \| Manchester United \| 1–1 \| \| \| 15:00 \| West Bromwich \| Fulham \| 0–0 \| \| \| 15:00 \| Wigan \| Tottenham \| 1–2 \| \| 25. september \| 16:00 \| Queens Park Rangers \| Aston Villa \| 1–1 \| \| 26. september \| 20:00 \| Norwich \| Sunderland \| 2–1 \| |       |                     |                   |      |
| Dato | Tid   | Hjemmehold          | Udehold           | Res. |
| 24. september | 15:00 | Arsenal             | Bolton            | 3–0  |
| | 15:00 | Chelsea             | Swansea           | 4–1  |
| | 15:00 | Liverpool           | Wolverhampton     | 2–1  |
| | 12:45 | Manchester City     | Everton           | 2–0  |
| | 15:00 | Newcastle           | Blackburn         | 3–1  |
| | 17:30 | Stoke               | Manchester United | 1–1  |
| | 15:00 | West Bromwich       | Fulham            | 0–0  |
| | 15:00 | Wigan               | Tottenham         | 1–2  |
| 25. september | 16:00 | Queens Park Rangers | Aston Villa       | 1–1  |
| 26. september | 20:00 | Norwich             | Sunderland        | 2–1  |

| Dato       | Tid   | Hjemmehold        | Udehold             | Res. |
| ---------- | ----- | ----------------- | ------------------- | ---- |
| 1. oktober | 15:00 | Aston Villa       | Wigan               | 2–0  |
|            | 15:00 | Blackburn         | Manchester City     | 0–4  |
|            | 12:45 | Everton           | Liverpool           | 0–2  |
|            | 15:00 | Manchester United | Norwich             | 2–0  |
|            | 15:00 | Sunderland        | West Bromwich       | 2–2  |
|            | 15:00 | Wolverhampton     | Newcastle           | 1–2  |
| 2. oktober | 13:30 | Bolton            | Chelsea             | 1–5  |
|            | 15:00 | Fulham            | Queens Park Rangers | 6–0  |
|            | 15:00 | Swansea           | Stoke               | 2–0  |
|            | 16:00 | Tottenham         | Arsenal             | 2–1  |

| Dato        | Tid   | Hjemmehold          | Udehold           | Res. |
| ----------- | ----- | ------------------- | ----------------- | ---- |
| 16. oktober | 17:30 | Chelsea             | Everton           | 3–1  |
|             | 12:45 | Liverpool           | Manchester United | 1–1  |
|             | 15:00 | Manchester City     | Aston Villa       | 4–1  |
|             | 15:00 | Norwich             | Swansea           | 3–1  |
|             | 15:00 | Queens Park Rangers | Blackburn         | 1–1  |
|             | 15:00 | Stoke               | Fulham            | 2–0  |
|             | 15:00 | Wigan               | Bolton            | 1–3  |
| 16. oktober | 13:30 | Arsenal             | Sunderland        | 2–1  |
|             | 16:00 | Newcastle           | Tottenham         | 2–2  |
|             | 12:00 | West Bromwich       | Wolverhampton     | 2–0  |

| Dato        | Tid   | Hjemmehold          | Udehold         | Res. |
| ----------- | ----- | ------------------- | --------------- | ---- |
| 22. oktober | 15:00 | Aston Villa         | West Bromwich   | 1–2  |
|             | 15:00 | Bolton              | Sunderland      | 0–2  |
|             | 17:30 | Liverpool           | Norwich         | 1–1  |
|             | 15:00 | Newcastle           | Wigan           | 1–0  |
|             | 12:45 | Wolverhampton       | Swansea         | 2–2  |
| 23. oktober | 13:30 | Arsenal             | Stoke           | 3–1  |
|             | 13:30 | Blackburn           | Tottenham       | 1–2  |
|             | 13:30 | Fulham              | Everton         | 1–3  |
|             | 13:30 | Manchester United   | Manchester City | 1–6  |
|             | 16:00 | Queens Park Rangers | Chelsea         | 1–0  |

| Dato        | Tid   | Hjemmehold      | Udehold             | Res. |
| ----------- | ----- | --------------- | ------------------- | ---- |
| 29. oktober | 12:45 | Chelsea         | Arsenal             | 3–5  |
|             | 12:00 | Everton         | Manchester United   | 0–1  |
|             | 15:00 | Manchester City | Wolverhampton       | 3–1  |
|             | 15:00 | Norwich         | Blackburn           | 3–3  |
|             | 15:00 | Sunderland      | Aston Villa         | 2–2  |
|             | 15:00 | Swansea         | Bolton              | 3–1  |
|             | 17:30 | West Bromwich   | Liverpool           | 0–2  |
|             | 15:00 | Wigan           | Fulham              | 0–2  |
| 30. oktober | 16:00 | Tottenham       | Queens Park Rangers | 3–1  |
| 31. oktober | 20:00 | Stoke           | Newcastle           | 1–3  |

| Dato        | Tid   | Hjemmehold          | Udehold         | Res. |
| ----------- | ----- | ------------------- | --------------- | ---- |
| 5. november | 15:00 | Arsenal             | West Bromwich   | 3–0  |
|             | 15:00 | Aston Villa         | Norwich         | 3–2  |
|             | 15:00 | Blackburn           | Chelsea         | 0–1  |
|             | 15:00 | Liverpool           | Swansea         | 0–0  |
|             | 15:00 | Manchester United   | Sunderland      | 1–0  |
|             | 12:45 | Newcastle           | Everton         | 2–1  |
|             | 17:30 | Queens Park Rangers | Manchester City | 2–3  |
| 6. november | 15:00 | Bolton              | Stoke           | 5–0  |
|             | 16:00 | Fulham              | Tottenham       | 1–3  |
|             | 13:30 | Wolverhampton       | Wigan           | 3–1  |

| Dato         | Tid   | Hjemmehold      | Udehold             | Res. |
| ------------ | ----- | --------------- | ------------------- | ---- |
| 19. november | 15:00 | Everton         | Wolverhampton       | 2–1  |
|              | 15:00 | Manchester City | Newcastle           | 3–1  |
|              | 12:45 | Norwich         | Arsenal             | 1–2  |
|              | 15:00 | Stoke           | Queens Park Rangers | 2–3  |
|              | 15:00 | Sunderland      | Fulham              | 0–0  |
|              | 17:30 | Swansea         | Manchester United   | 0–1  |
|              | 15:00 | West Bromwich   | Bolton              | 2–1  |
|              | 15:00 | Wigan           | Blackburn           | 3–3  |
| 20. november | 16:00 | Chelsea         | Liverpool           | 1–2  |
| 21. november | 20:00 | Tottenham       | Aston Villa         | 2–0  |

| 13. Spillerunde \| Dato \| Tid \| Hjemmehold \| Udehold \| Res. \| \| ------------ \| ----- \| ----------------- \| ------------------- \| ---- \| \| 26. november \| 17:30 \| Arsenal \| Fulham \| 1–1 \| \| \| 15:00 \| Bolton \| Everton \| 0–2 \| \| \| 15:00 \| Chelsea \| Wolverhampton \| 3–0 \| \| \| 15:00 \| Manchester United \| Newcastle \| 1–1 \| \| \| 15:00 \| Norwich \| Queens Park Rangers \| 2–1 \| \| \| 12:45 \| Stoke \| Blackburn \| 3–1 \| \| \| 15:00 \| Sunderland \| Wigan \| 1–2 \| \| \| 15:00 \| West Bromwich \| Tottenham \| 1–3 \| \| 27. november \| 16:00 \| Liverpool \| Manchester City \| 1–1 \| \| \| 13:30 \| Swansea \| Aston Villa \| 0–0 \| |       |                   |                     |      |
| Dato | Tid   | Hjemmehold        | Udehold             | Res. |
| 26. november | 17:30 | Arsenal           | Fulham              | 1–1  |
| | 15:00 | Bolton            | Everton             | 0–2  |
| | 15:00 | Chelsea           | Wolverhampton       | 3–0  |
| | 15:00 | Manchester United | Newcastle           | 1–1  |
| | 15:00 | Norwich           | Queens Park Rangers | 2–1  |
| | 12:45 | Stoke             | Blackburn           | 3–1  |
| | 15:00 | Sunderland        | Wigan               | 1–2  |
| | 15:00 | West Bromwich     | Tottenham           | 1–3  |
| 27. november | 16:00 | Liverpool         | Manchester City     | 1–1  |
| | 13:30 | Swansea           | Aston Villa         | 0–0  |

## December
| Dato        | Tid   | Hjemmehold          | Udehold           | Res. |
| ----------- | ----- | ------------------- | ----------------- | ---- |
| 3. December | 17:30 | Aston Villa         | Manchester United | 0–1  |
|             | 15:00 | Blackburn           | Swansea           | 4–2  |
|             | 15:00 | Manchester City     | Norwich           | 5–1  |
|             | 15:00 | Newcastle           | Chelsea           | 0–3  |
|             | 15:00 | Queens Park Rangers | West Bromwich     | 1–1  |
|             | 15:00 | Tottenham           | Bolton            | 3–0  |
|             | 15:00 | Wigan               | Arsenal           | 0–4  |
| 4. December | 15:00 | Everton             | Stoke             | 0–1  |
|             | 16:00 | Wolverhampton       | Sunderland        | 2–1  |
| 5. December | 20:00 | Fulham              | Liverpool         | 1–0  |

| Dato         | Tid   | Hjemmehold        | Udehold             | Res. |
| ------------ | ----- | ----------------- | ------------------- | ---- |
| 10. December | 15:00 | Arsenal           | Everton             | 1–0  |
|              | 15:00 | Bolton            | Aston Villa         | 1–2  |
|              | 15:00 | Liverpool         | Queens Park Rangers | 1–0  |
|              | 15:00 | Manchester United | Wolverhampton       | 4–1  |
|              | 15:00 | Norwich           | Newcastle           | 4–2  |
|              | 15:00 | Swansea           | Fulham              | 2–0  |
|              | 15:00 | West Bromwich     | Wigan               | 1–2  |
| 11. December | 16:00 | Stoke             | Tottenham           | 2–1  |
|              | 13:30 | Sunderland        | Blackburn           | 2–1  |
| 12. December | 20:00 | Chelsea           | Manchester City     | 2–1  |

| Dato         | Tid   | Hjemmehold          | Udehold           | Res. |
| ------------ | ----- | ------------------- | ----------------- | ---- |
| 17. December | 15:00 | Blackburn           | West Bromwich     | 1–2  |
|              | 15:00 | Everton             | Norwich           | 1–1  |
|              | 15:00 | Fulham              | Bolton            | 2–0  |
|              | 15:00 | Newcastle           | Swansea           | 0–0  |
|              | 15:00 | Wigan               | Chelsea           | 1–1  |
|              | 15:00 | Wolverhampton       | Stoke             | 1–2  |
| 18. December | 14:05 | Aston Villa         | Liverpool         | 0–2  |
|              | 16:10 | Manchester City     | Arsenal           | 1–0  |
|              | 12:00 | Queens Park Rangers | Manchester United | 0–2  |
|              | 15:00 | Tottenham           | Sunderland        | 1–0  |

| Dato         | Tid   | Hjemmehold          | Udehold           | Res. |
| ------------ | ----- | ------------------- | ----------------- | ---- |
| 20. December | 20:00 | Blackburn           | Bolton            | 1–2  |
|              | 19:45 | Wolverhampton       | Norwich           | 2–2  |
| 21. December | 19:45 | Aston Villa         | Arsenal           | 1–2  |
|              | 20:00 | Everton             | Swansea           | 1–0  |
|              | 20:00 | Fulham              | Manchester United | 0–5  |
|              | 19:45 | Manchester City     | Stoke             | 3–0  |
|              | 19:45 | Newcastle           | West Bromwich     | 2–3  |
|              | 20:00 | Queens Park Rangers | Sunderland        | 2–3  |
|              | 19:45 | Wigan               | Liverpool         | 0–0  |
| 22. December | 20:00 | Tottenham           | Chelsea           | 1–1  |

| Dato         | Tid   | Hjemmehold        | Udehold             | Res. |
| ------------ | ----- | ----------------- | ------------------- | ---- |
| 26. December | 15:00 | Bolton            | Newcastle           | 0–2  |
|              | 13:00 | Chelsea           | Fulham              | 1–1  |
|              | 15:00 | Liverpool         | Blackburn           | 1–1  |
|              | 15:00 | Manchester United | Wigan               | 5–0  |
|              | 20:00 | Stoke             | Aston Villa         | 0–0  |
|              | 15:00 | Sunderland        | Everton             | 1–1  |
|              | 15:00 | West Bromwich     | Manchester City     | 0–0  |
| 27. December | 15:00 | Arsenal           | Wolverhampton       | 1–1  |
|              | 19:30 | Norwich           | Tottenham           | 0–2  |
|              | 17:00 | Swansea           | Queens Park Rangers | 1–1  |

| Dato         | Tid   | Hjemmehold        | Udehold             | Res. |
| ------------ | ----- | ----------------- | ------------------- | ---- |
| 30. December | 19:45 | Liverpool         | Newcastle           | 3–1  |
| 31. December | 15:00 | Arsenal           | Queens Park Rangers | 1–0  |
|              | 15:00 | Bolton            | Wolverhampton       | 1–1  |
|              | 15:00 | Chelsea           | Aston Villa         | 1–3  |
|              | 12:45 | Manchester United | Blackburn           | 2–3  |
|              | 15:00 | Norwich           | Fulham              | 1–1  |
|              | 15:00 | Stoke             | Wigan               | 2–2  |
|              | 15:00 | Swansea           | Tottenham           | 1–1  |
| 1. januar    | 15:00 | Sunderland        | Manchester City     | 1–0  |
|              | 12:30 | West Bromwich     | Everton             | 0–1  |

## Januar
| Dato      | Tid   | Hjemmehold          | Udehold           | Res. |
| --------- | ----- | ------------------- | ----------------- | ---- |
| 2. januar | 15:00 | Aston Villa         | Swansea           | 0–2  |
|           | 15:00 | Blackburn           | Stoke             | 1–2  |
|           | 17:30 | Fulham              | Arsenal           | 2–1  |
|           | 15:00 | Queens Park Rangers | Norwich           | 1–2  |
|           | 15:00 | Wolverhampton       | Chelsea           | 1–2  |
| 3. januar | 20:00 | Manchester City     | Liverpool         | 3–0  |
|           | 19:45 | Tottenham           | West Bromwich     | 1–0  |
|           | 19:45 | Wigan               | Sunderland        | 1–4  |
| 4. januar | 20:00 | Everton             | Bolton            | 1–2  |
|           | 20:00 | Newcastle           | Manchester United | 3–0  |

| Dato       | Tid   | Hjemmehold        | Udehold             | Res. |
| ---------- | ----- | ----------------- | ------------------- | ---- |
| 14. januar | 15:00 | Aston Villa       | Everton             | 1–1  |
|            | 15:00 | Blackburn         | Fulham              | 3–1  |
|            | 15:00 | Chelsea           | Sunderland          | 1–0  |
|            | 15:00 | Liverpool         | Stoke               | 0–0  |
|            | 15:00 | Manchester United | Bolton              | 3–0  |
|            | 15:00 | Tottenham         | Wolverhampton       | 1–1  |
|            | 15:00 | West Bromwich     | Norwich             | 1–2  |
| 15. januar | 13:30 | Newcastle         | Queens Park Rangers | 1–0  |
|            | 16:00 | Swansea           | Arsenal             | 3–2  |
| 16. januar | 20:00 | Wigan             | Manchester City     | 0–1  |

| Dato       | Tid   | Hjemmehold          | Udehold           | Res. |
| ---------- | ----- | ------------------- | ----------------- | ---- |
| 21. januar | 17:30 | Bolton              | Liverpool         | 3–1  |
|            | 15:00 | Everton             | Blackburn         | 1–1  |
|            | 15:00 | Fulham              | Newcastle         | 5–2  |
|            | 12:45 | Norwich             | Chelsea           | 0–0  |
|            | 15:00 | Queens Park Rangers | Wigan             | 3–1  |
|            | 15:00 | Stoke               | West Bromwich     | 1–2  |
|            | 15:00 | Sunderland          | Swansea           | 2–0  |
|            | 15:00 | Wolverhampton       | Aston Villa       | 2–3  |
| 22. januar | 16:00 | Arsenal             | Manchester United | 1–2  |
|            | 13:30 | Manchester City     | Tottenham         | 3–2  |

| Dato       | Tid   | Hjemmehold        | Udehold             | Res. |
| ---------- | ----- | ----------------- | ------------------- | ---- |
| 31. januar | 20:00 | Everton           | Manchester City     | 1–0  |
|            | 20:00 | Manchester United | Stoke               | 2–0  |
|            | 19:45 | Swansea           | Chelsea             | 1–1  |
|            | 19:45 | Tottenham         | Wigan               | 3–1  |
|            | 19:45 | Wolverhampton     | Liverpool           | 0–3  |
| 1. februar | 19:45 | Aston Villa       | Queens Park Rangers | 2–2  |
|            | 20:00 | Blackburn         | Newcastle           | 0–2  |
|            | 20:00 | Bolton            | Arsenal             | 0–0  |
|            | 20:00 | Fulham            | West Bromwich       | 1–1  |
|            | 19:45 | Sunderland        | Norwich             | 3–0  |

## Februar
| Dato       | Tid   | Hjemmehold          | Udehold           | Res. |
| ---------- | ----- | ------------------- | ----------------- | ---- |
| 4. februar | 13:00 | Arsenal             | Blackburn         | 7–1  |
|            | 17:30 | Manchester City     | Fulham            | 3–0  |
|            | 15:00 | Norwich             | Bolton            | 2–0  |
|            | 15:00 | Queens Park Rangers | Wolverhampton     | 1–2  |
|            | 15:00 | Stoke               | Sunderland        | 0–1  |
|            | 15:00 | West Bromwich       | Swansea           | 1–2  |
|            | 15:00 | Wigan               | Everton           | 1–1  |
| 5. februar | 16:00 | Chelsea             | Manchester United | 3–3  |
|            | 13:30 | Newcastle           | Aston Villa       | 2–1  |
| 6. februar | 20:00 | Liverpool           | Tottenham         | 0–0  |

| Dato        | Tid   | Hjemmehold        | Udehold             | Res. |
| ----------- | ----- | ----------------- | ------------------- | ---- |
| 11. februar | 15:00 | Blackburn         | Queens Park Rangers | 3–2  |
|             | 15:00 | Bolton            | Wigan               | 1–2  |
|             | 15:00 | Everton           | Chelsea             | 2–0  |
|             | 15:00 | Fulham            | Stoke               | 2–1  |
|             | 12:45 | Manchester United | Liverpool           | 2–1  |
|             | 15:00 | Sunderland        | Arsenal             | 1–2  |
|             | 15:00 | Swansea           | Norwich             | 2–3  |
|             | 17:30 | Tottenham         | Newcastle           | 5–0  |
| 12. februar | 16:00 | Aston Villa       | Manchester City     | 0–1  |
|             | 13:30 | Wolverhampton     | West Bromwich       | 1–5  |

| 26. Spillerunde \| Dato \| Tid \| Hjemmehold \| Udehold \| Res. \| \| ----------- \| ----- \| ------------------- \| ----------------- \| ---- \| \| 25. februar \| 15:00 \| Chelsea \| Bolton \| 3–0 \| \| \| 17:30 \| Manchester City \| Blackburn \| 3–0 \| \| \| 15:00 \| Newcastle \| Wolverhampton \| 2–2 \| \| \| 15:00 \| Queens Park Rangers \| Fulham \| 0–1 \| \| \| 15:00 \| West Bromwich \| Sunderland \| 4–0 \| \| \| 15:00 \| Wigan \| Aston Villa \| 0–0 \| \| 26. februar \| 13:30 \| Arsenal \| Tottenham \| 5–2 \| \| \| 13:30 \| Norwich \| Manchester United \| 1–2 \| \| \| 15:00 \| Stoke \| Swansea \| 2–0 \| \| 13. marts \| 20:00 \| Liverpool \| Everton \| 3–0 \| |       |                     |                   |      |
| Dato | Tid   | Hjemmehold          | Udehold           | Res. |
| 25. februar | 15:00 | Chelsea             | Bolton            | 3–0  |
| | 17:30 | Manchester City     | Blackburn         | 3–0  |
| | 15:00 | Newcastle           | Wolverhampton     | 2–2  |
| | 15:00 | Queens Park Rangers | Fulham            | 0–1  |
| | 15:00 | West Bromwich       | Sunderland        | 4–0  |
| | 15:00 | Wigan               | Aston Villa       | 0–0  |
| 26. februar | 13:30 | Arsenal             | Tottenham         | 5–2  |
| | 13:30 | Norwich             | Manchester United | 1–2  |
| | 15:00 | Stoke               | Swansea           | 2–0  |
| 13. marts | 20:00 | Liverpool           | Everton           | 3–0  |

## Marts
| Dato     | Tid   | Hjemmehold          | Udehold           | Res. |
| -------- | ----- | ------------------- | ----------------- | ---- |
| 3. marts | 15:00 | Blackburn           | Aston Villa       | 1–1  |
|          | 12:45 | Liverpool           | Arsenal           | 1–2  |
|          | 15:00 | Manchester City     | Bolton            | 2–0  |
|          | 15:00 | Queens Park Rangers | Everton           | 1–1  |
|          | 15:00 | Stoke               | Norwich           | 1–0  |
|          | 15:00 | West Bromwich       | Chelsea           | 1–0  |
|          | 15:00 | Wigan               | Swansea           | 0–2  |
| 4. marts | 14:05 | Fulham              | Wolverhampton     | 5–0  |
|          | 12:00 | Newcastle           | Sunderland        | 1–1  |
|          | 16:10 | Tottenham           | Manchester United | 1–3  |

| Dato      | Tid   | Hjemmehold        | Udehold             | Res. |
| --------- | ----- | ----------------- | ------------------- | ---- |
| 10. marts | 15:00 | Aston Villa       | Fulham              | 1–0  |
|           | 12:45 | Bolton            | Queens Park Rangers | 2–1  |
|           | 15:00 | Chelsea           | Stoke               | 1–0  |
|           | 17:30 | Everton           | Tottenham           | 1–0  |
|           | 15:00 | Sunderland        | Liverpool           | 1–0  |
|           | 15:00 | Wolverhampton     | Blackburn           | 0–2  |
| 11. marts | 14:00 | Manchester United | West Bromwich       | 2–0  |
|           | 16:00 | Norwich           | Wigan               | 1–1  |
|           | 14:00 | Swansea           | Manchester City     | 1–0  |
| 12. marts | 20:00 | Arsenal           | Newcastle           | 2–1  |

| Dato      | Tid   | Hjemmehold          | Udehold           | Res. |
| --------- | ----- | ------------------- | ----------------- | ---- |
| 17. marts | 15:00 | Fulham              | Swansea           | 0–3  |
|           | 15:00 | Wigan               | West Bromwich     | 1–1  |
| 18. marts | 16:00 | Newcastle           | Norwich           | 1–0  |
|           | 13:30 | Wolverhampton       | Manchester United | 0–5  |
| 20. marts | 20:00 | Blackburn           | Sunderland        | 2–0  |
| 21. marts | 20:00 | Everton             | Arsenal           | 0–1  |
|           | 19:45 | Manchester City     | Chelsea           | 2–1  |
|           | 20:00 | Queens Park Rangers | Liverpool         | 3–2  |
|           | 19:45 | Tottenham           | Stoke             | 1–1  |
| 24. april | 19:45 | Aston Villa         | Bolton            | 1–2  |

| Dato      | Tid   | Hjemmehold        | Udehold             | Res. |
| --------- | ----- | ----------------- | ------------------- | ---- |
| 24. marts | 15:00 | Arsenal           | Aston Villa         | 3–0  |
|           | 15:00 | Bolton            | Blackburn           | 2–1  |
|           | 12:45 | Chelsea           | Tottenham           | 0–0  |
|           | 15:00 | Liverpool         | Wigan               | 1–2  |
|           | 15:00 | Norwich           | Wolverhampton       | 2–1  |
|           | 17:30 | Stoke             | Manchester City     | 1–1  |
|           | 15:00 | Sunderland        | Queens Park Rangers | 3–1  |
|           | 15:00 | Swansea           | Everton             | 0–2  |
| 27. marts | 16:00 | West Bromwich     | Newcastle           | 1–3  |
| 26. marts | 20:00 | Manchester United | Fulham              | 1–0  |

| 31. Spillerunde \| Dato \| Tid \| Hjemmehold \| Udehold \| Res. \| \| --------- \| ----- \| ------------------- \| ----------------- \| ---- \| \| 31. marts \| 15:00 \| Aston Villa \| Chelsea \| 2–4 \| \| \| 15:00 \| Everton \| West Bromwich \| 2–0 \| \| \| 15:00 \| Fulham \| Norwich \| 2–1 \| \| \| 15:00 \| Manchester City \| Sunderland \| 3–3 \| \| \| 15:00 \| Queens Park Rangers \| Arsenal \| 2–1 \| \| \| 15:00 \| Wigan \| Stoke \| 2–0 \| \| \| 15:00 \| Wolverhampton \| Bolton \| 2–3 \| \| 1. april \| 13:30 \| Newcastle \| Liverpool \| 2–0 \| \| \| 16:00 \| Tottenham \| Swansea \| 3–1 \| \| 2. april \| 20:00 \| Blackburn \| Manchester United \| 0–2 \| |       |                     |                   |      |
| Dato | Tid   | Hjemmehold          | Udehold           | Res. |
| 31. marts | 15:00 | Aston Villa         | Chelsea           | 2–4  |
| | 15:00 | Everton             | West Bromwich     | 2–0  |
| | 15:00 | Fulham              | Norwich           | 2–1  |
| | 15:00 | Manchester City     | Sunderland        | 3–3  |
| | 15:00 | Queens Park Rangers | Arsenal           | 2–1  |
| | 15:00 | Wigan               | Stoke             | 2–0  |
| | 15:00 | Wolverhampton       | Bolton            | 2–3  |
| 1. april | 13:30 | Newcastle           | Liverpool         | 2–0  |
| | 16:00 | Tottenham           | Swansea           | 3–1  |
| 2. april | 20:00 | Blackburn           | Manchester United | 0–2  |

## April
| Dato     | Tid   | Hjemmehold        | Udehold             | Res. |
| -------- | ----- | ----------------- | ------------------- | ---- |
| 6. april | 16:30 | Swansea           | Newcastle           | 0–2  |
| 7. april | 15:00 | Bolton            | Fulham              | 0–3  |
|          | 15:00 | Chelsea           | Wigan               | 2–1  |
|          | 15:00 | Liverpool         | Aston Villa         | 1–1  |
|          | 15:00 | Norwich           | Everton             | 2–2  |
|          | 17:30 | Stoke             | Wolverhampton       | 2–1  |
|          | 12:45 | Sunderland        | Tottenham           | 0–0  |
|          | 15:00 | West Bromwich     | Blackburn           | 3–0  |
| 8. april | 16:00 | Arsenal           | Manchester City     | 1–0  |
|          | 13:30 | Manchester United | Queens Park Rangers | 2–0  |

| Dato      | Tid   | Hjemmehold          | Udehold           | Res. |
| --------- | ----- | ------------------- | ----------------- | ---- |
| 9. april  | 17:30 | Aston Villa         | Stoke             | 1–1  |
|           | 15:00 | Everton             | Sunderland        | 4–0  |
|           | 20:00 | Fulham              | Chelsea           | 1–1  |
|           | 15:00 | Newcastle           | Bolton            | 2–0  |
|           | 15:00 | Tottenham           | Norwich           | 1–2  |
| 10. april | 20:00 | Blackburn           | Liverpool         | 2–3  |
| 11. april | 19:45 | Manchester City     | West Bromwich     | 4–0  |
|           | 20:00 | Queens Park Rangers | Swansea           | 3–0  |
|           | 19:45 | Wigan               | Manchester United | 1–0  |
|           | 19:45 | Wolverhampton       | Arsenal           | 0–3  |

| Dato      | Tid   | Hjemmehold        | Udehold             | Res. |
| --------- | ----- | ----------------- | ------------------- | ---- |
| 14. april | 12:45 | Norwich           | Manchester City     | 1–6  |
|           | 15:00 | Sunderland        | Wolverhampton       | 0–0  |
|           | 15:00 | Swansea           | Blackburn           | 3–0  |
|           | 15:00 | West Bromwich     | Queens Park Rangers | 1–0  |
| 15. april | 16:00 | Manchester United | Aston Villa         | 4–0  |
| 16. april | 20:00 | Arsenal           | Wigan               | 1–2  |
| 1. Maj    | 19:45 | Liverpool         | Fulham              | 0–1  |
|           | 19:45 | Stoke             | Everton             | 1–1  |
| 2. Maj    | 19:45 | Chelsea           | Newcastle           | 0–2  |
|           | 20:00 | Bolton            | Tottenham           | 1–4  |

| Dato      | Tid   | Hjemmehold          | Udehold         | Res. |
| --------- | ----- | ------------------- | --------------- | ---- |
| 21. april | 12:45 | Arsenal             | Chelsea         | 0–0  |
|           | 15:00 | Aston Villa         | Sunderland      | 0–0  |
|           | 15:00 | Blackburn           | Norwich         | 2–0  |
|           | 15:00 | Bolton              | Swansea         | 1–1  |
|           | 15:00 | Fulham              | Wigan           | 2–1  |
|           | 15:00 | Newcastle           | Stoke           | 3–0  |
|           | 17:30 | Queens Park Rangers | Tottenham       | 1–0  |
| 22. april | 16:00 | Liverpool           | West Bromwich   | 0–1  |
|           | 12:30 | Manchester United   | Everton         | 4–4  |
|           | 16:00 | Wolverhampton       | Manchester City | 0–2  |

| 36. Spillerunde \| Dato \| Tid \| Hjemmehold \| Udehold \| Res. \| \| --------- \| ----- \| --------------- \| ------------------- \| ---- \| \| 28. april \| 15:00 \| Everton \| Fulham \| 4–0 \| \| \| 17:30 \| Norwich \| Liverpool \| 0–3 \| \| \| 15:00 \| Stoke \| Arsenal \| 1–1 \| \| \| 15:00 \| Sunderland \| Bolton \| 2–2 \| \| \| 15:00 \| Swansea \| Wolverhampton \| 4–4 \| \| \| 15:00 \| West Bromwich \| Aston Villa \| 0–0 \| \| \| 15:00 \| Wigan \| Newcastle \| 4–0 \| \| 29. april \| 13:30 \| Chelsea \| Queens Park Rangers \| 6–1 \| \| \| 16:00 \| Tottenham \| Blackburn \| 2–0 \| \| 30. april \| 20:00 \| Manchester City \| Manchester United \| 1–0 \| |       |                 |                     |      |
| Dato | Tid   | Hjemmehold      | Udehold             | Res. |
| 28. april | 15:00 | Everton         | Fulham              | 4–0  |
| | 17:30 | Norwich         | Liverpool           | 0–3  |
| | 15:00 | Stoke           | Arsenal             | 1–1  |
| | 15:00 | Sunderland      | Bolton              | 2–2  |
| | 15:00 | Swansea         | Wolverhampton       | 4–4  |
| | 15:00 | West Bromwich   | Aston Villa         | 0–0  |
| | 15:00 | Wigan           | Newcastle           | 4–0  |
| 29. april | 13:30 | Chelsea         | Queens Park Rangers | 6–1  |
| | 16:00 | Tottenham       | Blackburn           | 2–0  |
| 30. april | 20:00 | Manchester City | Manchester United   | 1–0  |

## Maj
| Dato   | Tid   | Hjemmehold          | Udehold         | Res. |
| ------ | ----- | ------------------- | --------------- | ---- |
| 5. Maj | 12:45 | Arsenal             | Norwich         | 3–3  |
| 6. Maj | 14:00 | Aston Villa         | Tottenham       | 1–1  |
|        | 14:00 | Bolton              | West Bromwich   | 2–2  |
|        | 14:00 | Fulham              | Sunderland      | 2–1  |
|        | 16:00 | Manchester United   | Swansea         | 2–0  |
|        | 13:30 | Newcastle           | Manchester City | 0–2  |
|        | 14:00 | Queens Park Rangers | Stoke           | 1–0  |
|        | 14:00 | Wolverhampton       | Everton         | 0–0  |
| 7. Maj | 20:00 | Blackburn           | Wigan           | 0–1  |
| 8. Maj | 20:00 | Liverpool           | Chelsea         | 4-1  |

| Dato    | Tid   | Hjemmehold      | Udehold             | Res. |
| ------- | ----- | --------------- | ------------------- | ---- |
| 13. Maj | 15:00 | Chelsea         | Blackburn           | 2-1  |
|         | 15:00 | Everton         | Newcastle           | 3-1  |
|         | 15:00 | Manchester City | Queens Park Rangers | 3-2  |
|         | 15:00 | Norwich         | Aston Villa         | 2-0  |
|         | 15:00 | Stoke           | Bolton              | 2-2  |
|         | 15:00 | Sunderland      | Manchester United   | 0-1  |
|         | 15:00 | Swansea         | Liverpool           | 1-0  |
|         | 15:00 | Tottenham       | Fulham              | 2-0  |
|         | 15:00 | West Bromwich   | Arsenal             | 2-3  |
|         | 15:00 | Wigan           | Wolverhampton       | 3-2  |

## Statistik
| Nr. | Spiller           | Klub              | Mål |
| --- | ----------------- | ----------------- | --- |
| 1   | Robin van Persie  | Arsenal           | 30  |
| 2   | Wayne Rooney      | Manchester United | 27  |
| 3   | Sergio Agüero     | Manchester City   | 23  |
| 4   | Clint Dempsey     | Fulham            | 17  |
| 4   | Emmanuel Adebayor | Tottenham Hotspur | 17  |
| 4   | Yakubu            | Blackburn Rovers  | 17  |
| 7   | Demba Ba          | Newcastle United  | 16  |
| 8   | Grant Holt        | Norwich City      | 15  |
| 9   | Edin Džeko        | Manchester City   | 14  |
| 10  | Mario Balotelli   | Manchester City   | 13  |
| 10  | Papiss Cissé      | Newcastle United  | 13  |

| Nr. | Spiller            | Klub              | Assister |
| --- | ------------------ | ----------------- | -------- |
| 1   | David Silva        | Manchester City   | 15       |
| 2   | Antonio Valencia   | Manchester United | 13       |
| 3   | Juan Mata          | Chelsea           | 13       |
| 4   | Emmanuel Adebayor  | Tottenham Hotspur | 11       |
| 5   | Alex Song          | Arsenal           | 11       |
| 6   | Gareth Bale        | Tottenham Hotspur | 10       |
| 7   | Nani               | Manchester United | 10       |
| 8   | Theo Walcott       | Arsenal           | 9        |
| 9   | Samir Nasri        | Manchester City   | 9        |
| 10  | Stéphane Sessègnon | Sunderland        | 9        |